# Gran Premio motociclistico di Francia 1965
Il Gran Premio motociclistico di Francia fu il quarto appuntamento del motomondiale 1965.
Si svolse il 16 maggio 1965 sul circuito di Rouen (che sostituì quello di Crermont-Ferrand); come nel gran premio precedente, disputato una sola settimana prima, furono quattro le classi in programma: 50, 125, 250 e sidecar.
Le vittorie furono ottenute da Phil Read su Yamaha in 250, da Hugh Anderson su Suzuki in 125, da Ralph Bryans su Honda nelle 50 e dall'equipaggio condotto da Florian Camathians su BMW tra le motocarrozzette.

## Classe 250
Tra i ritirati vi fu Jim Redman.

### Arrivati al traguardo (prime 8 posizioni)
| Pos | Pilota              | Moto      | Tempo        | Punti |
| --- | ------------------- | --------- | ------------ | ----- |
| 1   | Phil Read           | Yamaha    | 1h 03' 28" 2 | 8     |
| 2   | Bruce Beale         | Honda     | + 1 giro     | 6     |
| 3   | Barry Smith         | Bultaco   | + 2 giri     | 4     |
| 4   | Jean-Claude Guénard | Bultaco   | + 3 giri     | 3     |
| 5   | Rex Avery           | Bultaco   | + 4 giri     | 2     |
| 6   | Alain Barbaroux     | Aermacchi | + 4 giri     | 1     |
| 7   | Claude Vigreux      | Aermacchi | + 4 giri     |       |
| 8   | Jean Auréal         | Aermacchi | + 4 giri     |       |

## Classe 125
Tra i ritirati della gara vi fu Luigi Taveri.

### Arrivati al traguardo (prime 10 posizioni)
| Pos | Pilota           | Moto    | Tempo     | Punti |
| --- | ---------------- | ------- | --------- | ----- |
| 1   | Hugh Anderson    | Suzuki  | 52' 57" 4 | 8     |
| 2   | Ernst Degner     | Suzuki  | +10" 5    | 6     |
| 3   | Frank Perris     | Suzuki  | +1' 12" 2 | 4     |
| 4   | Derek Woodman    | MZ      | + 1 giro  | 3     |
| 5   | Bruce Beale      | Honda   | + 2 giri  | 2     |
| 6   | Giuseppe Visenzi | Honda   | + 2 giri  | 1     |
| 7   | Pierre Viura     | Honda   | + 3 giri  |       |
| 8   | Claude Vigreux   | Bultaco | + 3 giri  |       |
| 9   | Bellone          | Honda   | + 3 giri  |       |
| 10  | Heinz Rosner     | MZ      | + 5 giri  |       |

## Classe 50

### Arrivati al traguardo (posizioni a punti)
| Pos | Pilota        | Moto   | Tempo | Punti |
| --- | ------------- | ------ | ----- | ----- |
| 1   | Ralph Bryans  | Honda  |       | 8     |
| 2   | Luigi Taveri  | Honda  |       | 6     |
| 3   | Ernst Degner  | Suzuki |       | 4     |
| 4   | Mitsuo Itoh   | Suzuki |       | 3     |
| 5   | Jacques Roca  | Derbi  |       | 2     |
| 6   | Hugh Anderson | Suzuki |       | 1     |

## Classe sidecar
Il giro più veloce in corsa fu ottenuto con lo stesso tempo dai primi due piloti all'arrivo.

### Arrivati al traguardo (posizioni a punti)
| Pos | Pilota            | Passeggero      | Moto | Tempo | Punti |
| --- | ----------------- | --------------- | ---- | ----- | ----- |
| 1   | Florian Camathias | François Ducret | BMW  |       | 8     |
| 2   | Fritz Scheidegger | John Robinson   | BMW  |       | 6     |
| 3   | Max Deubel        | Emil Hörner     | BMW  |       | 4     |
| 4   | Georg Auerbacher  | Peter Rykers    | BMW  |       | 3     |
| 5   | Barry Thompson    | Richard Bradley | BMW  |       | 2     |
| 6   | Colin Seeley      | Wally Rawlings  | BMW  |       | 1     |